# Памятинский сельсовет
Памятинский сельсовет — упразднённые административно-территориальная единица и муниципальное образование (сельское поселение) в Белозерском районе Курганской области.
Административный центр — село Памятное.
9 января 2022 года сельсовет был упразднён в связи с преобразованием муниципального района в муниципальный округ.

## История
Памятинский сельсовет образован в 1919 году в Усть-Суерской волости Курганского уезда.
Постановлениями ВЦИК от 3 и 12 ноября 1923 года в составе Курганского округа Уральской области РСФСР образован Белозерский район, который 17 января 1934 года включён в состав Челябинской области, а 6 февраля 1943 года в состав Курганской области.
14 июня 1954 года Памятинский сельсовет объединён с упразднённым Стенниковским сельсоветом.
1 февраля 1963 года Белозерский район упразднён, Памятинский сельсовет включён в состав Каргапольского сельского района.
3 марта 1964 года Памятинский сельсовет включён в состав Кетовского сельского района.
27 апреля 1964 года Памятинский сельсовет объединён с упразднённым Речкинским сельсоветом.
12 января 1965 года вновь образован Белозерский район.
19 декабря 1973 года образован Речкинский сельсовет выделением из Памятинского сельсовета.

## Население
| 1926 | 1989  | 2002  | 2004  | 2010 | 2012 | 2013 |
| ---- | ----- | ----- | ----- | ---- | ---- | ---- |
| 2468 | ↘1324 | ↘1228 | ↘1223 | ↘906 | ↘901 | ↘855 |
| 2014 | 2015  | 2016  | 2017  | 2018 | 2019 | 2020 |
| ↘818 | ↘811  | ↘802  | ↘776  | ↘767 | ↘749 | ↘738 |

## Состав сельского поселения
| № | Населённый пункт | Тип населённого пункта       | Население |
| - | ---------------- | ---------------------------- | --------- |
| 1 | Волосникова      | деревня                      | ↘79       |
| 2 | Памятное         | село, административный центр | ↘619      |
| 3 | Стенниково       | деревня                      | ↘78       |
| 4 | Усть-Суерское    | село                         | ↘130      |

## Местное самоуправление
Администрация сельсовета
641348, Курганская область, Белозерский район, с. Памятное, ул. Данилова, 30.

## Руководители
- Рахманов Андрей Михайлович
- с 1944 по 1961 г.г. Пеганов Георгий Никитич
- с 1962 по 1964 г.г. Рязанов Михаил Петрович
- с 1964 по 1974 г.г. Белобородов Василий Федорович
- с 1974 по 1977 г.г. Щеколов Петр Степанович
- с 1977 по 1982 г.г. Петряков Вениамин Григорьевич
- с 1982 по 1988 г.г. Вахтомина Ангелина Викторовна
- с 1988 по март 1990 г.г. Достовалов Иван Иванович
- с марта 1990 по декабрь 1996 г.г. Неупокоев Владимир Александрович
- с декабря 1996 по февраль 1997 г.г. Коротких Николай Петрович
- с февраля 1997 по 2001 г.г. Узлов Александр Викторович
- в 2001 году (2 месяца) Павличенко Владимир Васильевич
- с 2001 по 2004 г.г. Неупокоев Анатолий Максимович
- с 2004 по ноябрь 2007 г.г. Неупокоев Виталий Витальевич
- с 2008 по май 2013 г.г. Кузнецов Сергей Денисович
- с сентября 2013 г. Радченко Татьяна Алексеевна